# Auri
Auri é um supergrupo finlandês composto da vocalista e violista Johanna Kurkela, o tecladista e vocalista de apoio Tuomas Holopainen e o guitarrista, tecladista e flautista Troy Donockley. Tuomas e Donockley são também membros da banda finlandesa Nightwish. Seu primeiro álbum, autointitulado, foi lançado em 23 de março de 2018 e gravado no Real World Studios de Peter Gabriel.
Tuomas descreveu o estilo de Auri como "música de toca de coelho e metal celestial", com "influências da música folk, música celta e trilha sonora. A revista Prog descreve a banda como folk progressivo.
O nome da banda é baseado na personagem feminina de The Kingkiller Chronicle, de Patrick Rothfuss:
Mas o que eu posso te dizer é que um pouco do conteúdo e das letras das canções são inspiradas pelos livros de Patrick Bothfuss. Talvez as pessoas que conheçam esses livros e essas histórias reconhecerão alguns paralelos e certos cenários, mas acredite em mim: o álbum se equipara a tanto mais— Tuomas Holopainen

## História
Auri foi formado por Johanna Kurkela com seu marido Tuomas Holopainen e seu colega de Nightwish Troy Donockley. O conceito musical de Auri data de 2011, quando o trio percebeu que teria de fazer música junto, mas as responsabilidades com outros projetos os impediam de fazê-lo até 2017, quando tiveram tempo para a banda. A sessão de fotos promocionais os inspirou e forçou a completar o trabalho:
2011 foi quando a semente foi plantada, digamos. Foi quando o Troy fez a primeira canção chamada 'Aphrodite Rising', e já naquela época, nós sabíamos que em algum ponto nós três teríamos que estar fazendo música juntos porque a maneira que pensamos sobre música e vida, tudo, é tão conectado. É uma coisa tão rara que nós tínhamos que nos juntar e ver que tipo de música nós seríamos capazes de criar entre os três de nós. Mas por muitos anos, nós tínhamos tantos outros deveres para cumprir, com a carreira solo de Johanna, nós e o Nightwish estando muito ocupados com o álbum Endless Forms Most Beautiful e a turnê Endless Forms Most Beautiful World Tour, que não tivemos a chance de realizar este sonho chamado Auri até 2017. Em algum momento de 2016, nós percebemos, O que você vai fazer ano que vem? Você tem algo no seu calendário? Na verdade não, nada. Então, que tão nós tentarmos fazer algo? Foi um pouco sem pé nem cabeça porque a primeira coisa que fizemos em março último foi tirar fotos promocionais, e as fotos da banda e das paisagens para o encarte do álbum. Isso meio que nos inspirou e nos forçou a continuar gravando o álbum.— Tuomas Holopainen

## Membros
- Johanna Kurkela – vocais, viola
- Tuomas Holopainen – teclados, piano, sintetizadores
- Troy Donockley – violões, Uilleann pipes, vocais

## Discografia
- Auri - 2018 (nº 2 na Finlândia[6])

## Vídeos
- "Night 13" (2018)